# Grande vitesse ferroviaire en Indonésie
 (novembre 2023).

Lignes ferroviaires à grande vitesse actuelles et proposées sur l'île indonésienne de Java.

Des plans et des études pour développer la grande vitesse ferroviaire en Indonésie existent depuis avant 2010. Le gouvernement indonésien annonce un nouveau plan de construction d'un train rapide en juillet 2015. Le premier projet de train à grande vitesse en Indonésie, et probablement aussi le premier en Asie du Sud-Est, reliera Jakarta, la capitale, à Bandung, la capitale de la province de Java occidental, sur une distance d'un peu plus de 140 kilomètres. Des plans ont également été mentionnés pour une éventuelle extension ultérieure du train rapide à la deuxième ville d'Indonésie, Surabaya, capitale de la province de Java oriental. Les trains devraient circuler entre 200 et 250 km/h sur cette ligne.
Le Japon et la Chine ont tous deux exprimé leur intérêt pour le projet. Auparavant, les deux pays avaient réalisé des études approfondies pour un projet concernant la section Jakarta – Bandung (150 km). Seule la JICA japonaise avait publié une étude pour un projet allant jusqu'à Surabaya (730 km). L’offre indonésienne de train à grande vitesse marque la rivalité entre le Japon et la Chine dans la compétition pour les projets d’infrastructure en Asie. 
En septembre 2015, l'Indonésie attribue le projet à la Chine,, à la grande déception du Japon. Il semble que l'offre de la Chine de construire la ligne Jakarta – Bandung sans exiger de garantie de prêt officielle ni de financement de l'Indonésie ait emporté la décision de Jakarta,. 
En janvier 2016, le ministre des Transports a publié un permis de transport  pour une ligne de chemin de fer à grande vitesse reliant Jakarta à Bandung (142,3 km) avec des gares à Halim et Karawang (côté Jakarta), Walini et Tegalluar (côté Bandung) ainsi que le dépôt de Tegalluar. 71,63   km de la voie seront au niveau du sol, 53,54 km en élevation, et 15,63   km sous terre. Le meilleur point de départ du côté de Jakarta serait la gare de Gambir dans le centre-ville , mais comme la construction du tronçon Gambir-Halim était vue comme une complication supplémentaire, la liaison ne se fera qu'entre Halim (Jakarta) et Tegalluar (Bandung), moyennant un coût supplémentaire de 5,135 millions de dollars. La période de concession est de 50 ans à compter du 31 mai 2019 et ne peut être prolongée, sauf en cas de force majeure. L'inauguration des travaux a eu lieu le 21 janvier 2016. Le train rapide est un projet à 60% d'un consortium indonésien et de 40% de China Railway International (zh). Le train devrait être opérationnel en 2021.   
En octobre 2016, le gouvernement indonésien a annoncé son intention de construire une ligne de chemin de fer à grande vitesse de 600 km entre Jakarta et Surabaya et a invité le Japon à participer à ce projet. La proposition japonaise ne peut entrer en vigueur que d'ici 2023. La section Bandung-Surabaya, bien que prioritaire en raison d'une congestion importante, a été officiellement mise de côté pour des raisons budgétaires depuis le début de 2015.   

## Histoire et développement

### La proposition de la JICA

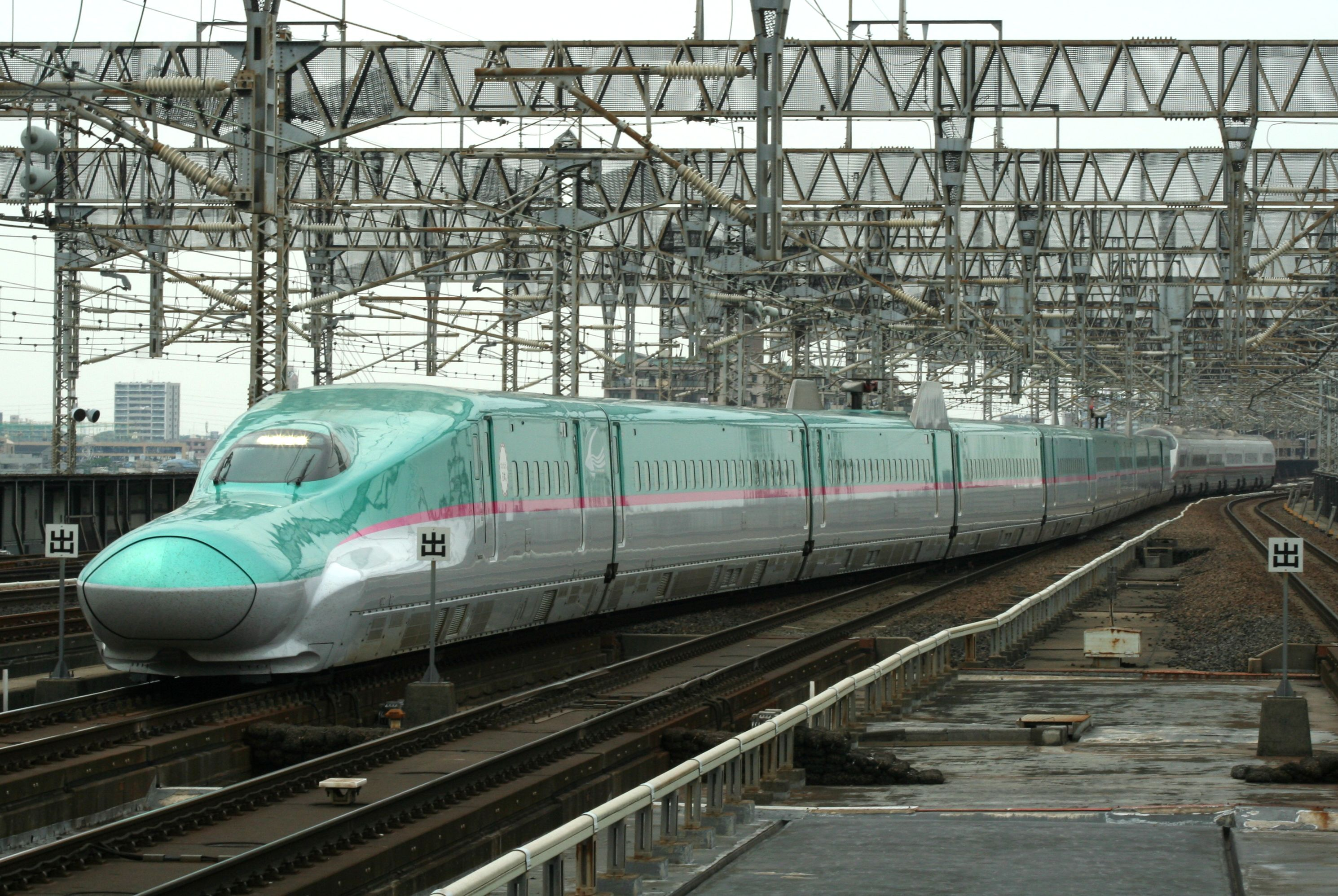
Le Série Shinkansen E5 proposé par le Japon.

Depuis 2008, le Japon envisageait d’exporter en Indonésie la technologie de son train à grande vitesse Shinkansen. Lors du Festival de l'amitié entre l'Indonésie et le Japon en novembre 2008, le Japon a présenté sa technologie Shinkansen pour impressionner le public indonésien. En 2009, une étude de faisabilité commanditée par le gouvernement japonais a été réalisée pour la planification du projet - une vitesse élevée (300 km/h) ligne de chemin de fer qui s'étend sur 730 kilomètres à travers l’île de Java, de Jakarta à Surabaya. L'idée de la grande vitesse ferroviaire soutenu par un financement (prêts bonifiés) a été proposé par l'Agence japonaise de coopération internationale (JICA) pour l'Indonésie île de Java, reliant le corridor densément peuplé de la capitale Jakarta à Surabaya (730   km),. L'île, semblable à bien des égards à Honshū avant HSR, souffre beaucoup de la congestion du fret et des passagers. 
L’idée existe depuis quelques années. Cependant, une nouvelle proposition de diviser le projet en étapes a émergé, avec une première étape allant de Jakarta à Bandung, en passant à 35 minutes pour parcourir les 150 km, au lieu de 3 heures pour le train conventionnel actuel, à un prix de 50 billions de rupiah. L'étude de faisabilité détaillée de la JICA a été achevée en 2014, faisant suite à une étude initiale en 2012. En 2013, l'Indonésie reprend l'expansion et de la modernisation de son chemin de fer. Des corridors à grande vitesse ont été proposés mais non mis en œuvre. 
Le Japon - qui a une réputation de constructeur de trains de classe mondiale - semblait destiné à remporter le contrat. Cependant, en 2014, le gouvernement indonésien a changé, avec l'investiture de Joko Widodo comme nouveau président en octobre 2014. En janvier 2015, Jokowi, comme on le surnomme, arrête les préparatifs du projet de train à grande vitesse, arguant que ce projet est trop coûteux et que les besoins en infrastructures étaient plus pressants dans les îles sous-développées périphériques de l'Indonésie. 
La domination japonaise dans le projet de train à grande vitesse semblait être incontestée. Cependant en avril 2015, la Chine entre dans la course avec une contre-offre. 
En mars 2015, Jokowi se rend à Tokyo et à Pékin. Il rencontre le premier ministre japonais Shinzo Abe. Il obtient l'engagement du Japon pour un prêt jpour l'amélioration du réseau ferroviaire municipal de Jakarta, mais aucun progrès n'est réalisé en ce qui concerne le projet de train à grande vitesse Jakarta – Bandung.

### La candidature de la Chine

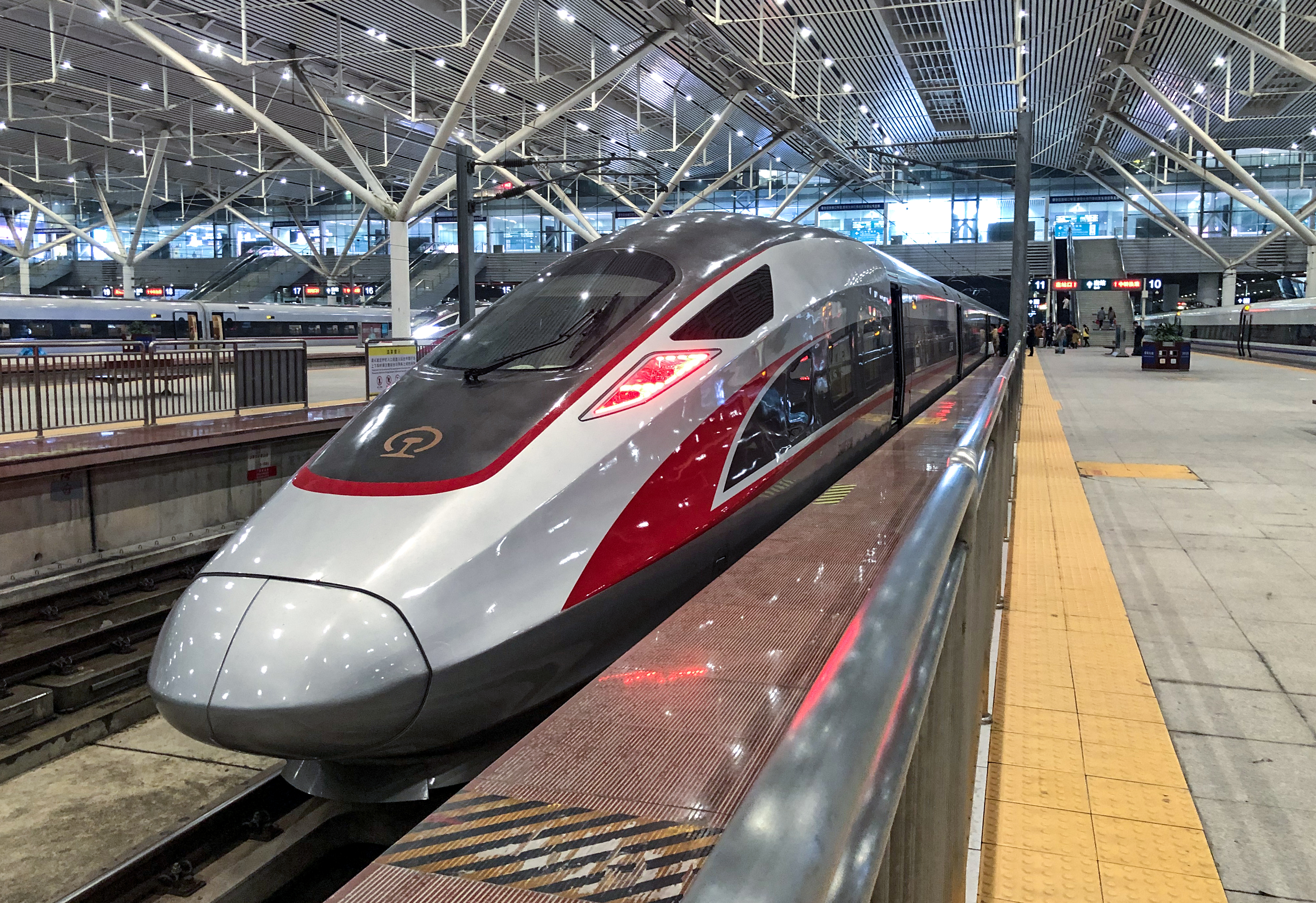
Le CR400AF proposé par la Chine.

En avril 2015, la Chine a présenté une offre pour le projet de train à grande vitesse indonésien, au grand dam du Japon. 
En mars 2015, Jokowi se rend à Pékin et rencontre le président Xi Jinping. Xi annonce publiquement son soutien au projet et les deux gouvernements signent un mémorandum précisant l'intérêt de la Chine pour la ligne Jakarta-Bandung. 
En juillet 2015, le gouvernement indonésien expose son projet reliant Jakarta à Bandung et organise un concours entre les constructeurs ferroviaires japonais et chinois en tant que soumissionnaires potentiels. La Chine réagit en organisant une exposition sur sa technologie ferroviaire à grande vitesse dans le centre commercial Senayan City à Jakarta en août 2015 
La Chine et le Japon se sont livrés à une vive concurrence grâce à un lobbying intense. Il a été dit que la raison affirmée du Japon et de la Chine sur l'affirmation de soi va bien au-delà de la simple question économique: cette compétition fait partie d'un jeu d'échecs beaucoup plus vaste que les deux puissances asiatiques jouent dans le but d'accroître leur influence stratégique en Asie. Pacifique,. 

### Une annulation de courte durée
Jokowi devait annoncer le gagnant en septembre 2015. Cependant, à la surprise générale, le gouvernement indonésien annonce le 3 septembre qu'il annule le projet, affirmant qu'il envisageait désormais une solution plus lente et moins chère. On a dit que le gouvernement se tournait vers le train à semi-grande vitesse. 
Jokowio souhaitait une approche "d'entreprise à entreprise", par opposition à une approche "de gouvernement à gouvernement". Cela signifiait que le gouvernement ne voulait ni garantir financièrement le projet. Après l'annulation, il semble que la Chine ait secrètement proposé une nouvelle offre à l'Indonésie, alors que le Japon ne l'a pas fait. 

### Le vainqueur
À la mi-septembre 2015, la Chine déclare qu'elle répondra pleinement aux demandes du gouvernement indonésien et qu'elle fait une nouvelle offre n'obligeant pas l'Indonésie à assumer un fardeau fiscal ou une garantie de sa dette pour poursuivre le projet. Après des mois d'offres, de révisions et de discussions entre les dirigeants des deux pays - et même une annulation de courte durée du projet - fin septembre 2015, l'Indonésie choisit la Chine pour ce projet de 5 milliards de dollars. Il semble que Pékin ait battu Tokyo dans le cadre de cette offre à la suite d’un financement concurrentiel pour l’Indonésie. 
Le secrétaire général du gouvernement japonais, Yoshihide Suga, a qualifié la démarche indonésienne de "difficile à comprendre" et "extrêmement regrettable". La situation "ne peut être décrite que comme extrêmement déplorable", a également déclaré Suga. Selon la ministre des entreprises d'État indonésienne, Rini Soemarno, la candidature chinoise a été retenue en raison de sa structure financière, car elle ne demandait ni financement, ni garantie de la part du gouvernement indonésien, contrairement au plan japonais. 
La victoire de la Chine sur le Japon dans cette offre semble être principalement due à la volonté chinoise d'accepter le risque financier du projet. Qui consiste à renoncer à une garantie du gouvernement indonésien et, ce faisant, à affiner éventuellement les normes internationales en matière d'APD, en contraste avec l'incapacité ou le refus du Japon de le faire. 
La Chine a également adouci son accord par d'autres moyens, notamment en s'engageant à créer une entreprise commune avec des entreprises indonésiennes afin de produire du matériel roulant destiné aux systèmes ferroviaires à grande vitesse, aux réseaux de transport d'électricité et de tramway, non seulement pour l'Indonésie, mais également pour l'exportation vers d'autres pays asiatiques. - transférer la technologie associée - et rénover et reconstruire les gares. Il semble que l'Indonésie ait bénéficié de la concurrence nippo-chinoise. 

### La controverse
En avril 2016, cinq travailleurs du projet de train à grande vitesse chinois ont été arrêtés dans la base aérienne Halim Perdanakusuma. Cet incident a mis en évidence le refus de l'armée de l'air indonésienne d'abandonner des terres appartenant à la base aérienne Halim Perdanakusuma à Jakarta Est. Il a été signalé qu'une des gares serait située sur une terre située actuellement dans la base aérienne de Halim. 
En février 2018, Onan Hiroshi, un dessinateur japonais, décrit Jokowi comme un « mendiant du rail à grande vitesse » en relation avec le projet de stagnation du train à grande vitesse chinois en Indonésie. le projet. La caricature a rapidement attiré les protestations des internautes indonésiens et, le 25 février, la caricaturiste a tweeté des excuses, retiré les dessins et fermé la page. 

## Jakarta – Bandung – Kertajati

### Gares
4 premières gares : 
- Jakarta (Halim Perdana Kusuma) incl. transfert à la gare de l'aéroport
- Karawang
- Tegalluar
- Station Bandung Walini
- Station de Bandung Gedebage

Développement provisoire supplémentaire en novembre 2017, projet modifié pour atteindre: 

### Centre de maintenance
- Dépôt de maintenance de Cawang

### Financement et coentreprise
China Railway Group Limited (CREC) va former une joint-venture avec un consortium d'entreprises d'État indonésiennes dirigé par PT Wijaya Karya Tbk (IDX: WIKA) pour le développement du premier train à grande vitesse du pays. 
Vendredi 16 octobre 2015, des sociétés d'État chinoises et indonésiennes ont officiellement signé l'accord de construction du premier chemin de fer à grande vitesse en Indonésie. Le coût du projet a été estimé à 5,5 milliards de dollars (80 000 milliards de roupies). L'accord a été signé par China Railway International Co. Ltd. Le président Yang Zhongmin et Dwi Windarto, président directeur d'un consortium de sociétés d'État indonésiennes, PT Pilar Sinergi BUMN Indonesia. La China Development Bank s'est engagée à financer 75% des coûts du projet avec une durée de prêt de 40 ans - avec une période de grâce initiale de 10 ans - avec un taux de prêt fixe. CRCC détiendra une participation majoritaire dans la société en projet prévue, tandis que WIKA en détiendra 30% et de petites parts pour l'opérateur de péage local PT Jasa Marga Tbk (IDX: JSMR), l'opérateur de train PT Kereta Api Indonesia et la société de plantations PT Perkebunan Nusantara VIII.
Fin août 2016, il a été signalé que la Banque de développement de la Chine n'avait pas encore décaissé les fonds pour le prêt et que le consortium réalisant le projet, PT Kereta Cepat Indonesia-China, n'était pas sûr du moment où les fonds deviendraient disponibles. 

### Avancement

#### 2016
- Janvier Jokowi assiste à une cérémonie d'inauguration des travaux près de Jakarta et a annoncé que le projet avait commencé.
- Mai On signale des retards continus dans l’acquisition de terres. Hanggoro Budi Wiryawan, président de la coentreprise indonésienne chargée de la gestion du projet, PT KCIC ( Kereta Cepat Indonesia China ), a exprimé sa frustration face à l'exigence du Département des transports selon laquelle toutes les terres nécessaires au projet (estimées à 600 ha) doivent être acquis avant que les permis de construire définitifs puissent être délivrés. Hanggoro a fait valoir qu'il était plus habituel que des permis de construire soient délivrés alors que 10% seulement des terrains nécessaires à un projet avaient été acquis. Il a déclaré que les retards dans le ministère des Transports étaient déraisonnables. Les problèmes liés à l'acquisition de terrains étaient compliqués par le fait que la station principale située à l'extrémité de Jakarta devait se trouver sur un terrain occupé par les forces aériennes indonésiennes à l'aéroport international Halim Perdanakusuma. Il n'était pas clair si l'armée de l'air était prête à libérer le pays.
- Août La ministre des Entreprises d'État, Rini Soemarno, déclare que le processus de délivrance des permis pour le projet se déroulait sans heurts après les retards antérieurs. Elle pense que la construction de la voie ferrée pourrait commencer dans la semaine.
- Novembre 82% des terres nécessaires ont été acquises, mais le financement bancaire ne sera possible qu'après l’acquisition de 100% des terres[33].

#### 2017
- Mars Le projet est bloqué pour des raisons foncières, financières et sécuritaires. La réticence de l'armée de l'air indonésienne à céder 49 hectares des terres entourant la base aérienne de Halim Perdanakusuma dans la banlieue sud-est de Jakarta, entre autres, en est un exemple[34].
- Avril PT Kereta Cepat Indonesia Cina (KCIC) et le Consortium d'entrepreneurs ferroviaires à grande vitesse (KSRCC) ont signé un contrat d'ingénierie, d'approvisionnement et de construction (EPC) pour le train à grande vitesse Jakarta - Bandung le 4 avril 2017. Les entrepreneurs procéderont à la construction après la signature du contrat[35].

- Janvier Le Jakarta Post a qualifié le projet de "stagnant" et le ministre de la Coordination des Affaires Maritimes, Luhut Binsar Pandjaitan, a annoncé qu'un examen serait mené pour déterminer si un système de train à grande vitesse était vraiment nécessaire entre Jakarta et Bandung, car "les villes ne kilomètres de distance. " [36]
- Mars Il a été rapporté que des agences gouvernementales (l'Agence foncière nationale et le Ministère de la planification agraire et spatiale) soupçonnaient la mauvaise administration d'avoir acquis plus de 1 800 parcelles de terrain dans le cadre du projet. En conséquence, l’approbation des permis d’utilisation des terres pour le projet avait été retardée[37].
- Avril entreprises publiques ministre Rini Soemarno, lors d' une visite à Pékin, a déclaré que la construction du projet commencerait le mois prochain, mai, et qu'elle espérait que peut - être la construction pourrait commencer encore plus tôt. Elle a également déclaré qu'elle espérait que l'acquisition de terres pourrait être achevée d'ici la fin du mois de mai[38].
- Juillet Trois actions en justice ont reçu l'approbation légale des tribunaux pour donner suite aux demandes d'indemnisation des propriétés touchées par le projet. Dans le même temps, le développeur du projet PT Kereta Cepat Indonesia-China a déclaré que l'avancement du projet ne serait pas affecté par les poursuites. Le principal bailleur de fonds du projet, la China Development Bank, avait déboursé 170 millions de dollars en mai et devait débourser 1,1 milliard de dollars de plus avant la fin du mois de juillet[39].

#### 2019
- Mars L’aléseuse arrive et est assemblée. Les travaux de forage commencent sous l'autoroute Jakarta-Cikampek entre les km 3 + 600 et les km 5 + 800. Les progrès ont atteint 13% [40]
- Mai Le tunnel de Walini devient le premier tunnel de rupture dans les projets de train à grande vitesse. Célébrée par de nombreux groupes de ministres, dont la ministre des Entreprises d'État, Rini Soemarno, et le gouverneur de Java Ouest, Ridwan Kamil . Les progrès sont estimés à 59% en 2019 et à 100% en 2020. Les progrès ont atteint 17,38% [41]

## Jakarta – Surabaya
En mars 2017, le gouvernement indonésien choisit le Japon comme partenaire pour la revitalisation de la voie ferrée reliant Jakarta à Surabaya. Le projet vise à améliorer la vitesse des trains reliant deux grandes villes indonésiennes à des trains à grande vitesse, passant d'environ 90 kilomètres à l'heure à 160 kilomètres à l'heure. La construction supprimera les passages à niveau et / ou la construction de voies ferrées surélevées. Il existe actuellement environ 988 passages à niveau entre Jakarta et Surabaya, ce qui nuit à la sécurité, à l'intensité et à la vitesse des trains. Le projet se déroulera sur les voies ferrées existantes de Javan.
Le Japon, qui avait auparavant perdu face à la Chine pour s'associer à la ligne à grande vitesse reliant Jakarta à Bandung, est le partenaire de ce projet. L'Agence japonaise de coopération internationale (JICA) s’associe à l’Agence pour l’évaluation et l’application des technologies à la réalisation d’une étude de faisabilité du projet.